# Sekundarna literatura
U knjižničarstvu i u informacijskim znanostima, historiografiji i ostalim područjima učenja, sekundarni izvor je dokument ili zapis koji se odnosi na informaciju originalno predstavljenu negdje drugdje, ili raspravlja o njoj. Sekundarni izvor je u kontrastu s primarnim, koji je originalni izvor o informaciji. Sekundarni izvori obuhvaćaju generalizaciju, analizu, sintezu, interpretaciju ili evoluciju originalne informacije. Primarno i sekundarno su relativni pojmovi pa neki izvori moju biti klasificirani kao primarni ili sekundarni, ovisno u o njihovoj upotrebi. Viši nivo, tercijarni izvor, više sliči sekundarnom pošto sadrži analizu, ali pokušava ponuditi opći pregled o nekoj temi koja je dostupna novim korisnicima.

## Klasifikacija izvora
Mnogi izvori se mogu smatrati primarnim ili sekundarnim, ovisno o kontekstu u kojem se koriste. Razlika između primarnog i sekundarnog izvora je subjektivna i određena kontekstom, tako da je prilično teško odrediti preciznu definiciju. Na primjer, ako povijesni tekst razmatra stare dokumente kako bi se došlo do novog povijesnog zaključka, on se smatra primarnim izvorom za novi zaključak, ali sekundarnim izvorom informacija koje se nalaze u starom dokumentu. Ostali primjeri u kojima izvor može biti i primarni i sekundarni zahvaćaju kratke životopise ili pregled nekoliko izdanja o praćenju frekvencije određenih tema u časopisu.
Bilo da je izvor smatran primarnim ili sekundarnim, to se može promijeniti ovisno o trenutnom poznavanju nekog područja. Na primjer, ako se dokument odnosi na prijašnje, ali neotkriveno pismo, taj se dokument smatra primarnim izvorom. Ali ako se pismo kasnije pronađe, isti dokument se može smatrati sekundarnim izvorom.
Pokušaji modeliranja i stvaranja znanstvene i obrazovne komunikacije zahtijevaju koncepte primarnog, sekundarnog i daljnjih "razina".  Jedan takav model je i UNISIST model informacijskog razumijevanja. U sklopu takvog modela, ti su koncepti definirani u odnosu jedan prema drugom, i prihvaćanje takvog načina za definiranje tih koncepata je povezan s prihvaćanjem modela.
Drugi jezici, kao na primjer njemački, naziva sekundarne izvore Sekundärliteratur, ostavljajući Sekudärquelle području historiografije.

## Klasični sekundarni izvori u različitim područjima

### Historiografija i povijesna nauka
Prvo prepoznavanje i opisivanje izvora kao primarnih i sekundarnih pojavilo se na području historiografije, kao povijesni pokušaj identificiranja i klasificiranja izvora u povijesnom pisanju. U znanstvenom je pisanju važna značajka pri klasificiranju izvora determiniranje neovisnosti i pouzdanosti izvora. U kontekstu poput povijesnog pisanja, gotovo je uvijek preporučljivo korištenje primarnog izvora. Mnogi naučnici su komentirali problematiku stvaranja sekundarno izvora iz "sirovih podataka", koji su stvar prošlosti.
Povjesničar i filozof Hayden Ehite je opisao opširno načine kojima povjesničari stvaraju narativne tekstove o prošlosti koristeći retoričke strategije, i koje vrste pretpostavki o vremenu, povijesti i događajima su uklopljene u povijesni način pisanja. U svakom slučaju, pitanje o točnom odnosu između "povijesnih i činjenica" i sadržaju "pisane povijesti" je česta tema rasprava među povjesničarima već od početka 19. stoljeća, kada su zaživjele mnoge moderne profesije povijesti.
Kao glavno pravilo, moderni se povjesničari najviše koriste primarnim izvorima, ako je to moguće. Također traže nove izvore, jer primarni izvori, bili oni ispravni ili ne, nude nove unose u povijesna pitanja, a najmodernija se povijest se okreće ka intenzivnoj upotrebi arhiva, s namjerom da pronađe korisne primarne izvore. S druge strane, većina studentskih istraživačkih projekata je ograničena na materijale sekundarnih izvora.

### Knjižnica i informacijske znanosti
Na području knjižnice i informacijskih znanosti, sekundarni izvori se najčešće odnose na vrstu izvora koji sažimaju ili komentiraju primarni izvor u kontekstu konkretne informacije i nekog istraživanja u tijeku.

### Sekundarni izvori u obiteljskoj povijesti
Sekundarni izvor je zapis ili izvještaj o događaju ili okolnosti kojeg je načinio netko tko nije svjedočio tom događaju ili netko tko nije blisko povezan s događajem ili okolnostima; zabilježen ili utvrđen verbalno za vrijeme ili nakon događaja, ili od strane očevica nakon što se događaj dogodio, dok je pouzdanost sjećanja važan faktor.
Stoga, autobiografija napisana nakon događaja smatra se sekundarnom literaturom, iako može biti prvi izdani opis tog događaja. Na primjer, mnogi prikazi iz prve ruke o Prvom svjetskom ratu koji su napisani i poslijeratnom razdoblju, su bila pod utjecajem tadašnjeg mišljenja o ratu koji je bio značajno drugačiji od mišljenja o ratu tokom rata. 

### Sekundarni pravni izvori
Na pravnom području, klasifikacija izvora je važna, jer uvjerljivost izvora u pravilu ovisi o svojoj povijesti. Primarni izvoru mogu sadržavati slučajeve, ustave, statute, administrativna pravila i druge izvore o povezivanju pravnih autoriteta, dok sekundarni pravni izvori mogu sadržavati knjige, članke i enciklopedije. Pravni autori uglavnom preferiraju citiranje primarnih izvora, jer su samo primarni izvori autoritativni i reprezentativni, dok su sekundarni izvori samo najuvjerljiviji.

### Sekundarni izvori znanstvenih i matematičkih ideja i činjenica
Klasifikacija izvora je koristan alat za praćenje povijesti znanstvenih i matematičkih ideja, uključujući i kome je pripisan primarni izvor za neku ideju te kako je taj izvor propagiran. Pregledni članak je primjer takvog sekundarnog izvora, a neki znanstveni časopisi objavljuju samo pregledne članke.
Jedna važna vrsta upotrebe sekundarnih izvora na polju matematike je ta, što sekundarni izvor olakšava razumijevanje kompliciranih matematičkih ideja i dokaza iz primarnih izvora, te ih tako čini dostupnijima publici.